# Bergholmen (Masfjorden)
Ne doit pas être confondu avec Bergholmen.
Bergholmen, est une île dans le landskap Sunnhordland du comté de Vestland. Elle appartient administrativement à Masfjorden.

## Géographie
Rocheuse et couverte d'arbres, à fleur d'eau, elle s'étend sur environ 153 m de longueur pour une largeur approximative maximale de 102 m.